# 펠리피뉴
펠리피 바헤투 다 시우바(Felipe Barreto Da Silva, 1992년 1월 29일 ~ )는 흔히 펠리피뉴(Felipinho)라고 불리는 브라질의 축구 선수이다. 포지션은 공격수이고, 현재 아틀레치쿠 파라나엔시에서 뛰고 있다. K리그 시절 등록명은 삥요이다.

## 어린 시절
포르투알레그리에서 태어난 펠리피뉴는 2001년 인테르나시오나우에 입단하였고, 2010년까지 유소년 팀 소속으로 뛰며 390경기에서 196골과 220도움을 기록하였다.

## 클럽 경력
2011년 2월 21일, K리그의 제주 유나이티드가 펠리피뉴와의 계약을 발표했다. 박경훈 감독은 다음 시즌이나 올 시즌 하반기부터 본격적으로 출전시킬 것이라고 밝혔다. 2011년 4월 20일, 펠리피뉴는 감바 오사카와의 AFC 챔피언스리그 조별 예선 경기에서 후반 15분 교체 투입되며 데뷔전을 치렀다. 그러던 중 시즌 중간 때 아틀레치쿠 파라나엔시로 임대로 잠시 팀을 떠났지만 2012년 원 소속팀으로 복귀하지 않고 임대 갔었던 아틀레치쿠 파라나엔시로 완전 이적하였다.

## 국가대표 경력
펠리피뉴는 2009년 FIFA U-17 월드컵에 브라질 대표로 참가하였고, 조별 예선 멕시코와 스위스 전에 교체 출전했다.

## 기록

### 클럽
2011년 6월 16일 기준
| 클럽            | 시즌 | 리그 | 리그 | 국내 컵 | 국내 컵 | 리그 컵 | 리그 컵 | 대륙 대회 | 대륙 대회 | 통산 | 통산 |
| 클럽            | 시즌 | 출장 | 득점 | 출장    | 득점    | 출장    | 득점    | 출장      | 득점      | 출장 | 득점 |
| --------------- | ---- | ---- | ---- | ------- | ------- | ------- | ------- | --------- | --------- | ---- | ---- |
| 제주 유나이티드 | 2011 | 0    | 0    | 1       | 0       | 0       | 0       | 2         | 0         | 3    | 0    |
| 통산            | 통산 | 0    | 0    | 1       | 0       | 0       | 0       | 2         | 0         | 3    | 0    |